# Secrets in a Weird World
Secrets in a Weird World četvrti je studijski album njemačkog heavy metal-sastava Rage. Diskografska kuća Noise Records objavila ga je 25. kolovoza 1989.

## Popis pjesama
| 1. | »Intro (Opus 32 - Nr. 3)« (instrumentalna skladba; obrada skladbe Sergeja Prokofjeva) | 0:52 |
| 2. | »Time Waits for No One«                                                               | 4:49 |
| 3. | »Make My Day«                                                                         | 3:37 |
| 4. | »The Inner Search«                                                                    | 4:41 |
| 5. | »Invisible Horizons«                                                                  | 4:35 |
| 6. | »She«                                                                                 | 5:20 |

| Strana B | Strana B                  | Strana B | Strana B | Strana B | Strana B | Strana B | Strana B | Strana B | Strana B |
| Br.      | Skladba                   | Trajanje |          |          |          |          |          |          |          |
| -------- | ------------------------- | -------- | -------- | -------- | -------- | -------- | -------- | -------- | -------- |
| 7.       | »Light into the Darkness« | 4:50     |          |          |          |          |          |          |          |
| 8.       | »Talk to Grandpa«         | 2:45     |          |          |          |          |          |          |          |
| 9.       | »Distant Voices«          | 5:48     |          |          |          |          |          |          |          |
| 10.      | »Without a Trace«         | 9:13     |          |          |          |          |          |          |          |
| 46:30    |                           |          |          |          |          |          |          |          |          |

## Zasluge
Rage
- Peter "Peavy" Wagner – vokali, bas-gitara, prateći vokali
- Manni Schmidt – gitara, prateći vokali
- Chris Efthimiadis – bubnjevi

Dodatni glazbenici
- Gary Marlowe – klavijature
- Thomas Brahe – prateći vokali

Ostalo osoblje
- Hansi Haberkorn – prateći vokali, logotip sastava
- Peter Lohde – grafički dizajn (logotipa)
- Martin Becker – fotografije
- Armin Sabol – produkcija, miks
- Karl-U Walterbach – produkcija
- Will Reid-Dick – inženjer zvuka, miks
- Michael Herzog – dodatni inženjer zvuka
- Martina Richter – grafički dizajn